# クリークストーン・ファームズ・プレミアム・ビーフ
クリークストーン・ファームズ・プレミアム・ビーフ（Creekstone Farms Premium Beef LLC）は、アメリカ合衆国カンザス州アーカンソー市にある中堅食肉加工業者である。
同社はジョンとキャロル・スチュワートにより1995年に設立。2003年に加工事業に参入。
2017年7月、丸紅株式会社が同社を買収（売主、サンキャピタル・パートナーズ）。